# Laophonte mississippiensis
Laophonte mississippiensis is een eenoogkreeftjessoort uit de familie van de Laophontidae. De wetenschappelijke naam van de soort is voor het eerst geldig gepubliceerd in 1887 door Herrick.